# Cucurbitacina
Le cucurbitacine sono dei glucosidi triterpenici tetraciclici, composti naturali abbondanti in molte specie di piante delle famiglie delle Cucurbitacee e  Crucifere, usate come farmaci in molti paesi quali la Cina e l'India. 
Si conoscono e contraddistinguono le seguenti molecole:
- Cucurbitacina
- Cucurbitacina A
- Cucurbitacina B (CAS: 6199-67-3)
- Cucurbitacina D (CAS: 3877-86-9) isolato dal frutto di Ecballium elaterium (L.) un membro della famiglia della  Cucurbitacee
- Cucurbitacina E
- Cucurbitacina J
- Cucurbitacina L
- Cucurbitacina F
- Cucurbitacina M
- Cucurbitacina S

## Usi
Alcune cucurbitacine hanno dimostrato di avere effetti antinfiammatori ed analgesici ma anche effetti citotossici. Le cucurbitacine sono risultate capaci di inibire la sintesi del DNA, dell'RNA e delle proteine in cellule HeLa, la proliferazione di cellule HeLa, di cellule endoteliali e dei linfociti T. Alcune cucurbitacine hanno dimostrato di sopprimere la cancerogenesi della pelle, di inibire l'adesione cellulare e di distruggere il citoscheletro nelle cellule del carcinoma della prostata.

### Potenzialità
La cucurbitacina E (contenuta in un particolare cocomero) è un potente attrattore dei vermi delle radici; mischiato con il colorante Rosso Diretto 28, che non presenta pericolosità per gli animali superiori e somministrato ai vermi, ne provoca la morte per effetto di reazioni radicaliche che avvengono per fotoattivazione del colorante. Questo impiego per il controllo dei vermi delle radici potrebbe risultare utile nelle coltivazioni più affette dal coleottero, quali quella del mais.